# Fábio Leitão

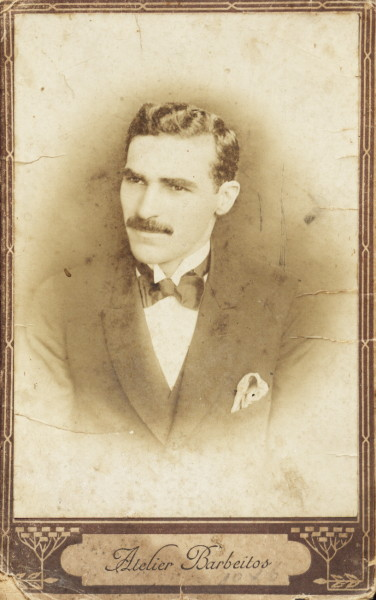
Fábio Alves Leitão

Fábio Alves Leitão (Rio Pardo, 25 de novembro de 1887) foi um jornalista brasileiro.
Sua vida profissional foi feita em Cachoeira do Sul, onde fundou e dirigiu o jornal parlamentarista A Palavra (1915).
Em 1924 tomou parte no levante do 3º Batalhão de Engenharia de Cachoeira do Sul, sob o comando do capitão Fernando do Nascimento Fernandes Távora (irmão de Juarez Távora), pelo qual enfrentou, a 10 de novembro de 1924, as forças da situação no local conhecido como Barro Vermelho, a 33 quilômetros da cidade.
Em 1951 o então prefeito de Cachoeira do Sul, Frederico Gressler, por meio do Decreto nº 603, concedeu a denominação de rua Fábio Leitão à antiga rua D, que começa na rua General Câmara (Sanga das Pedras), em direção sudeste-noroeste e paralela à rua 7 de Setembro, no bairro de Barcelos.
Fábio era filho de Antônio Alves Leitão e de Cândida Alves Leitão. Casado com Maria Estellita Oliveira Bello, teve quatro filhos: Nelly (1919), Paulo (1921), Virgínia (1923) e João (1924).